# Naama Friedmann
Pour les articles homonymes, voir Friedmann.
Naama Friedmann (en hébreu : נעמה פרידמן), née en 1969, est une neuropsychologue israélienne et enseignante à l'université de Tel Aviv. Titulaire de la chaire Branco Weiss sur le développement de l'enfant, elle est directrice du Laboratoire du langage et du cerveau et du Laboratoire Lieselotte Adler pour la recherche sur le développement de l'enfant. Naama Friedmann est autrice ou coautrice de plusieurs centaines de publications.
Ses recherches portent sur les troubles de la syntaxe et de la récupération des mots après une lésion cérébrale et des troubles du développement, la dyslexie et la dysgraphie dans différentes langues, l'acquisition du langage et l'imagerie cérébrale du langage et de la lecture.

## Études
Naama Friedmann entre à l'université de Tel Aviv en 1990, et intègre le Programme d'excellence interdisciplinaire Adi Lautman. En 1994, elle y obtient, avec mention très bien, sa  maîtrise de psychologie cognitive. Elle soutient une thèse de doctorat en 1999, intitulée Functional categories in agrammatic production: A cross-linguistic study [Les catégories fonctionnelles dans la production agrammatique : étude interlinguistique]. En 1999-2000, elle poursuit des recherches post-doctorales au département de psychologie de l'université de Californie et au département des troubles de communication à l'université d'État de San Diego.

## Carrière

### Enseignement
En 1994, Naama Friedmann obtient un poste de chargée de cours à l'université de Tel Aviv, son alma mater, pour y enseigner des introduction à la psychologie. En 1995, elle devient chargée de cours en psychologie cognitive à l'université ouverte d'Israël puis, de 1997 à 1998, au collège académique de Tel-Aviv-Jaffa.
De 1999 à 2000, elle est chercheuse invitée au département psychologie de l'université de Californie à San Diego et professeure auxiliaire dans le département des troubles de la communication de l'université d'État de San Diego. Naama Friedmann est professeure invitée à l'université de Potsdam durant l'été 2000.
De retour en Israël, entre 2000 et 2006, Naama Friedmann devient conférencière (2000-2003) puis maître de conférence (2004-2006) pour le département d'École d'éducation de l'université de Tel Aviv. De 2006 à 2010, elle est nommée professeure associée de ce même département.
Naama Friedmann est chercheuse de 2011 à 2020 au sein de l'ARC Centre of Excellence in Cognition and its Disorders de l'université Macquarie. Elle est professeure invitée au département de linguistique et de philosophie du MIT durant l'automne 2016.

### Activités de recherche
Naama Friedmann concentre ses recherches sur les points suivants :
- Caractérisation syntaxique de la production et de la compréhension de phrases dans l'aphasie agrammatique
- Dyslexies acquises et développementales et leurs manifestations en hébreu et en arabe
- La relation entre la mémoire de travail phonologique et la compréhension de phrases
- Propriétés lexicales des verbes en aphasie, cerveau, imagerie et traitement en ligne
- L'acquisition du mouvement syntaxique
- Déficits syntaxiques dans les troubles spécifiques du langage et la déficience auditive

### Fonctions administratives
Depuis 2003, Naama Friedmann est adjointe au programme de doctorat en sciences de la parole et de l'audition de l'université de la ville de New York. aux États-Unis. De 2008 à 2020, Naama Friedmann occupe le poste de directrice du Programme interdisciplinaire Adi Lautman pour étudiants exceptionnels, dont elle a été bénéficaire dans ses années estudiantines à l'université de Tel Aviv. En 2010, elle devient titulaire de la chaire Branco Weiss sur le développement de l'enfant (université de Tel Aviv).
Depuis 2017, Naama Friedmann est à la tête du Centre MiLa The Cukier-Goldstein-Goren Center for Mind, Cognition, and Language au sein de l'université de Tel Aviv,.

## Publications
Quelques publications choisies parmi les centaines de Naama Friedmann : 
- Toledano, L., Friedmann, N. (2023). Letter migrations between words in reading aloud can result either from an impairment in orthographic input or in phono-logical output. Brain Sciences, 13(4), 588. https://doi.org/10.3390/brainsci13040588 .
- Katz, Y. Z., Haluts, N., Friedmann, N. (2022). The long-lasting effects of thiamine deficiency in infancy on language: A study of a minimal-pair of twins. Journal of Neurolinguistics, 62(101042), 1-23.
- Haluts, N., Friedmann, N. (2021). STEPS in Sign Language: the Pattern of Errors Made by Sign Language Users with Impaired POB. EasyChair preprint, 6464.
- Güven, S., Friedmann, N. (2021). Vowel dyslexia in Turkish: A window to the complex structure of the sublexical route. PLoS ONE, 16(3), e0249016. https://doi.org/10.1371/journal.pone.0249016.
- Szterman, R., Friedmann, N. (2020). The effect of syntactic impairment on errors in reading aloud: Text reading and comprehension of deaf and hard of hearing children. Brain Sciences, 10(896), 1-35. https://doi.org/10.3390/brainsci10110896.
- Friedmann, N., Castles, A. (2013). Reading impairments: Dyslexias in Hebrew. In G. Khan (Ed.), Encyclopedia of Hebrew Language and Linguistics. Boston: Brill USA.
- Friedmann, N., Costa, J. (2011). Last resort and no resort: Resumptive pronouns in Hebrew and Palestinian Arabic hearing impairment. In A. Rouveret (Ed.), Resumptive pronouns at the interfaces (pp. 223-239). Language Faculty and Beyond series, John Benjamins.
- Friedmann, N., Belletti, A., Rizzi, L. (2009). en hébreu : Relativized relatives: Types of intervention in the acquisition of A-bar dependencies.. Lingua, 119, 67-88.
- Levy, H., & Friedmann, N. (2008). E pur si muove: Treatment of syntactic movement in SLI. Literacy and Language, 1, 9-38.
- Friedmann, N., Wenkert-Olenik, D., Gil, M. (2000). From theory to practice: Treatment of agrammatic production in Hebrew based on the Tree Pruning Hypothesis. Journal of Neurolinguistics, 13, 250-254.
- Friedmann, N. (1999). ‘That’ and ‘what’ in agrammatic production. Brain and Language, 69, 365-367.
- Friedmann, N., Grodzinsky, Y. (1997). Tense and Agreement in agrammatic production: Pruning the syntactic tree. Brain and Language, 56, 397-425.
- Friedmann, N., & Grodzinsky, Y. (1994). A linguistic approach to developmental dyslexia. Brain and Cognition, 26, 249-255.
- Friedmann, N., & Grodzinsky, Y. (1994). Verb inflection in agrammatism: A dissociation between Tense and Agreement. Brain and Language, 47, 402-405.

## Distinctions
- 2015 : prix Michael Landau[7]
- 2022 : membre élue de l'Académie israélienne des sciences et lettres[8]